# 佐藤信之 (評論家)
佐藤 信之（さとう のぶゆき、1956年 - ）は、日本の交通評論家、亜細亜大学講師。
東京都江戸川区生まれ、現在の千葉市緑区育ち、同市稲毛区在住。

## 人物
亜細亜大学大学院経済学研究科博士後期課程単位取得。専攻は交通政策論、工業経済論。社団法人交通環境整備ネットワーク代表理事・会長、NPO法人全国鉄道利用者会議（鉄道サポーターズネットワーク）顧問、経済政策学会、国際公共経済学会、公益事業学会、日本交通学会会員。
主に鉄道を中心とした交通政策について研究・評論を続けている。鉄道ジャーナル誌で記事を執筆している（鉄道における政策や事業者の業績、プロジェクトの解説など。人物伝を連載したこともある）。
2009年に放送された『発掘!鉄道記録映像』（MONDO21）では解説を務めた。各地で交通政策に関する講演活動も行っている。

## 著書
- 『都市鉄道整備の展開　 東京圏鉄道プロジェクト』（電気車研究会、1995）
- 『鉄道好きの知的生産術 自分の「鉄道」探究の成果をどう発信するか』中央書院 2002
- 『地下鉄の歴史 首都圏・中部・近畿圏』（グランプリ出版、2004）
- 『モノレールと新交通システム』（グランプリ出版、2004）
- 『首都圏の国電 戦後の発展史』グランプリ出版 2005
- 『鉄道時代の経済学- 交通政策の始まり』（交通新聞社、2006）
- 『コミュニティ鉄道論』（交通新聞社、2007）
- 『都バスの90年史』（グランプリ出版、2007）
- 『図解入門業界研究 最新鉄道業界の動向とカラクリがよーくわかる本  業界人、就職、転職に役立つ情報満載』（秀和システム、2009　ISBN 479802189X）
- 『鉄道会社の経営 ローカル線からエキナカまで』2013 中公新書
- 『新幹線の歴史 政治と経営のダイナミズム』2015 (中公新書
- 『通勤電車のはなし 東京・大阪、快適通勤のために』2017 (中公新書
- 『JR北海道の危機 日本からローカル線が消える日』2017 イースト新書
- 『鉄道と政治　政友会、自民党の利益誘導から地方の自立へ 』2021 中公新書
- 『日本のローカル線 150年全史　その成り立ちから未来への展望まで』2023（清談社Publico）

### 編著
- 『シャシー・ボディメーカー別昭和のバス名車輛』編著 戎光祥出版 2010
- 『東京圏都市鉄道プロジェクト』編 電気車研究会鉄道図書刊行会(鉄道ピクトリアル別冊) 2013
- 『京阪神都市鉄道プロジェクト』編 電気車研究会鉄道図書刊行会 (鉄道ピクトリアル別冊) 2015

## 出演番組
- 発掘!鉄道記録映像（MONDO21）